# Campeonato Europeu de Ginástica Artística de 1981
O Campeonato Europeu de Ginástica Artística de 1981 teve suas competições femininas realizadas em Madrid, Espanha, e as masculinas em Roma, Itália.

## Eventos
- Individual geral masculino
- Solo masculino
- Barra fixa
- Barras paralelas
- Cavalo com alças
- Argolas
- Salto sobre a mesa masculino
- Individual geral feminino
- Trave
- Solo feminino
- Barras assimétricas
- Salto sobre a mesa feminino

## Medalhistas
| Evento              | Ouro                                       | Prata                                                   | Bronze                             |
| Masculino           |                                            |                                                         |                                    |
| Individual geral    | URS Alexander Tkachev                      | URS Yuri Korolev                                        | URS Bogdan Makuz                   |
| Solo                | FRG Roland Brückner URS Yuri Korolev       | nenhum                                                  | URS Alexander Tkachev              |
| Cavalo com alças    | HUN György Guczoghy                        | FRA Michel Boutard                                      | URS Yuri Korolev ROU Kurt Szillier |
| Argolas             | URS Yuri Korolev                           | ITA Rocco Amboni                                        | URS Alexander Tkachev              |
| Salto sobre a mesa  | URS Bogdan Makuz                           | URS Yuri Korolev                                        | ITA Rocco Amboni                   |
| Barras paralelas    | URS Bogdan Makuz                           | URS Alexander Tkachev                                   | FRG Lutz Hoffmann                  |
| Barra fixa          | URS Alexander Tkachev FRG Eberhard Gienger | nenhum                                                  | URS Bogdan Makuz                   |
| Feminino            |                                            |                                                         |                                    |
| Individual geral    | GDR Maxi Gnauck (39.250)                   | ROU Cristina Grigoraş (38.950)                          | URS Alla Misnik (38,800)           |
| Salto sobre a mesa  | ROU Cristina Grigoraş (19,600)             | GDR Maxi Gnauck (19,550) GDR Birgit Senff (19,550)      | nenhum                             |
| Barras assimétricas | GDR Maxi Gnauck (19,950)                   | ROU Cristina Grigoraş (19,600) URS Alla Misnik (19,600) | nenhum                             |
| Trave               | GDR Maxi Gnauck (19,350)                   | URS Natalia Ilienko (19,250)                            | ROU Rodica Dunca (19,150)          |
| Solo                | GDR Maxi Gnauck (19,650)                   | URS Alla Misnik (19,450)                                | ROU Cristina Grigoraş (19,250)     |

## Quadro de medalhas
| Ordem | País               | Medalha de ouro | Medalha de prata | Medalha de bronze |    |
| ----- | ------------------ | --------------- | ---------------- | ----------------- | -- |
| 1     | União Soviética    | 6               | 6                | 6                 | 18 |
| 2     | Alemanha Oriental  | 4               | 2                |                   | 6  |
| 3     | Alemanha Ocidental | 2               |                  | 1                 | 3  |
| 4     | Roménia            | 1               | 2                | 3                 | 6  |
| 5     | Hungria            | 1               |                  |                   | 1  |
| 6     | Itália             |                 | 1                | 1                 | 2  |
| 7     | França             |                 |                  | 1                 | 1  |
| TOTAL | TOTAL              | 14              | 11               | 12                | 37 |